# 응우옌띠엔린
응우옌띠엔린(베트남어: Nguyễn Tiến Linh, 1997년 10월 20일 ~ )는 베트남의 축구 선수로 현재 베카멕스 빈즈엉에서 스트라이커로 활약하고 있다.

## 클럽 경력
2016년 베카멕스 빈즈엉 입단 후 현재까지 2017년 베트남 내셔널컵 준우승, 2017년 BTV컵 우승, 2018년 베트남 내셔널컵 우승, 2018년 베트남 슈퍼컵 준우승, 2019년 AFC컵 동남아권 4강 진출 등의 성과를 거두었다. 

## 국가대표팀 경력
베트남 U-19 대표팀 소속으로 2017년 FIFA U-20 월드컵 본선에 출전하였고 이후 2018년부터 2020년까지 베트남 U-23 대표팀의 일원으로 15경기 6골을 터뜨리며 2019년 동남아시아 경기 대회 금메달의 주역으로 맹활약했다.
그리고 2018년 베트남 성인대표팀에도 첫 발탁된 이후 같은 해에 열린 2018년 AFF 스즈키컵에서 베트남의 10년만의 AFF 스즈키컵 우승의 기쁨을 맛보았고 이듬해에 열린 2019년 AFC 아시안컵 본선에도 출전하여 베트남의 12년만의 아시안컵 8강 진출에 이바지했다.
이후 2022년 FIFA 월드컵 아시아 지역 최종 예선 8경기에서 3골을 터뜨렸고 특히 홈에서 열린 중국과의 B조 8차전에서 전반 16분 팀의 2번째 골을 터뜨리며 베트남 축구 역사상 월드컵 아시아 지역 최종 예선 첫 승에 기여했으며 자국에서 열린 2021년 동남아시아 경기 대회에서는 와일드카드 자격으로 출전하여 이 대회에서 2골을 터뜨리며 팀의 2회 연속 금메달 획득에 앞장섰다.

## 수상

### 클럽
베카멕스 빈즈엉
- 베트남 내셔널컵 : 우승 (2018), 준우승 (2017)
- BTV컵 : 우승 (2017)
- 베트남 슈퍼컵 : 준우승 (2018)

### 국가대표팀
베트남 U-23
- 동남아시아 경기 대회 : 금메달 (2019, 2021)

 베트남
- 아세안 챔피언십 : 우승 (2018), 준우승 (2022)

### 개인
- 아세안 챔피언십 득점왕 : 6골 (2022 / 공동 수상)